# Новоуспенка (Северо-Казахстанская область)
Новоуспенка (каз. Новоуспенка) — упразднённое село в районе Магжана Жумабаева Северо-Казахстанской области Казахстана. Входило в состав Каракогинского сельского округа. Ликвидировано в 2002 году.

## Население
По данным переписи 1999 года, в селе проживало 5 человек (2 мужчины и 3 женщины).